# Kerling (Island)
Kerling är ett berg i republiken Island. Det ligger i regionen Norðurland eystra, 230 km nordost om huvudstaden Reykjavík. Toppen på Kerling är 1 536 meter över havet.
Kerling är den högsta punkten i trakten. Runt Kerling är det ganska tätbefolkat, med 60 invånare per kvadratkilometer. Närmaste större samhälle är Akureyri, omkring 16 kilometer nordost om Kerling. Trakten runt Kerling består i huvudsak av gräsmarker.